# 刘奉滨
刘奉滨（1898年—1986年），字芳洲，山东滕县人。国民革命军中将师长。

## 生平
保定军官学校第8期步科毕业。
1931年7月任商震第三十二军第66师212旅上校副旅长，1935年4月19日被授予陆军少将。1936年7月任第66师212旅少将旅长。1936年夏以第212旅和第197旅合编组建第73师，任中将师长。1937年11月，以第197旅和第211旅重建第73师，任中将师长，隶属于傅作义的第三十五军。1938年底傅作义率部赴绥远，脱离阎锡山系统，刘奉滨率第73师部分军队留在晋西北。